# Coatesville (Nouvelle-Zélande)
La ville de Coatesville  est une localité et une communauté rurale secondaire située dans l'Île du Nord de la Nouvelle-Zélande.

## Situation
Elle est localisée à approximativement 30 km au nord-ouest d'Auckland.

## Municipalités limitrophes
, .

## Toponymie
La zone s'est appelée Fernielea jusqu'en 1926, date à laquelle elle fut rebaptisée en l'honneur de Gordon Coates, le premier ministre de Nouvelle-Zélande de l'époque  .

## Éléments remarquables
Mincher est un jardin d'importance nationale, situé à Coatesville.  
Les autres jardins ouverts au public sur rendez-vous, sont Woodbridge, et Twin Lakes.

## Demographie
Coatesville avait une population de 2 328 habitants lors du recensement néo-zélandais de 2018 en augmentation de 105 personnes (soit 4,7 %) par rapport au recensement de 2013 et une augmentation de 354 personnes (soit 17,9 %) depuis celui de 2006. 
Il y avait 744 logements. 
On comptait 1 146 hommes et 1 182 femmes, donnant un sexe-ratio de 0,97 homme pour une femme. 
L’âge médian était de 42,7 ans avec 441 personnes (18,9 %) âgées de moins de 15 ans, 44 personnes (19,1 %) âgées de 15 à 29 ans, 1 152 personnes (49,5 %) âgées de 30 à 64 ans, et 291 personnes (12,5 %) âgées de 65 ans ou plus.
L’ethnicité était pour 88,8 % européenne (en)/Pakeha, 4,4 % maorie, 1,9 % personnes des îles du Pacifique, 10,1 % d’origine asiatique (en), et 1,2 % d’une autre ethnicité (le total peut faire plus de 100 % dans la mesure où une personne peut s’identifier de multiples ethnicités).
La proportion de personnes nées outre-mer était de 32,3 %, comparée avec les 27,1 % au niveau national.
Bien que certaines personnes refusent de donner leur religion, 58,2 % n’avaient aucune  religion, 32,0 % étaient chrétiens et 2,8 % avaient une autre religion.
Parmi ceux d’au moins 15 ans d’âge, 612 personnes (32,4 %) avaient un niveau de licence ou un degré supérieur et 147 personnes (soit 7,8 %) n’avaient aucune qualification formelle.
Le revenu médian était de 46 000 $. 
Le statut d’emploi de ceux d’au moins 15 ans d’âge était pour 1 002 personnes (53,1 %) employées à plein temps,  pour 345 personnes (18,3 %)  étaient à temps partiel et 33 personnes (1,7 %) étaient sans emploi.

## Éducation
- L'école de Coatesville est une école mixte du primaire allant de l'année 1 à 6  avec un taux de taux de décile de 10 et un effectif de 287 élèves [8].

Une école fut d'abord établie dans le secteur en 1916, mais fermée en 1920. 
Une nouvelle école ouvrit en 1923 .
- Le Coatesville Playcentre a débuté dans l'hôtel de ville de Coatesville en 1970 avant de déménager dans un bâtiment construit dans ce but, situé près de l'école en 1980. Le Playcentre propose une éducation pré-scolaire dirigée par les parents pour les enfants de 0 à 5 ans[9].
- Le Centre pédagogique de Coatesville a ouvert ses portes en 2012 et accueille les enfants de 1 à 5 ans.